# IC 1804-1
IC 1804-1 — галактика типу E (еліптична галактика) у сузір'ї Овен.
Цей об'єкт міститься в оригінальній редакції індексного каталогу.